# Jurko Lažo
Jurko Lažo (3. května 1867 Vyšný Svidník – 28. května 1929 Vyšný Svidník) byl československý politik rusínské národnosti ze Slovenska a meziválečný senátor Národního shromáždění za Československou sociálně demokratickou stranu dělnickou.

## Biografie
Před první světovou válkou odešel dočasně za prací do USA. Specializoval se na stavby cest, mostů a budov. Po návratu do rodného města se díky tomu mohl stát stavebním podnikatelem. Angažoval se i politicky. Koncem války vystupoval proti snahám o latinizaci a maďarizaci řeckokatolické církve. Za to byl v Prešově čtyři měsíce vězněn. Byl blízký dělnickému hnutí. Po vzniku ČSR založil spotřební družstvo Svatá trojice, které existovalo v letech 1920-1935.
V parlamentních volbách v roce 1920 získal za Československou sociálně demokratickou stranu dělnickou senátorské křeslo v Národním shromáždění. Mandát zastával do roku 1925.
Na kandidátku sociální demokracie byl umístěn na základě dohody mezi touto stranou s Ruskou národní radou v Užhorodě tak, aby rusínská menšina měla své zastoupení v parlamentu (Podkarpatská Rus ještě roku 1920 nevolila). Až do voleb do parlamentu Československé republiky na Podkarpatské Rusi roku 1924 tak byl jediným Rusínem mezi členy nejvyššího zákonodárného sboru Československa. Od roku 1922 na severovýchodě Slovenska agitoval ve prospěch přechodu od řeckokatolického ritu k pravoslaví. Inicioval založení církevní tiskárny ve Vyšném Svidníku a od roku 1924 byl jejím ředitelem. V roce 1926 byla tiskárna přestěhována do Ladomirové. Působil i jako publicista. Vydával letáky a brožury včetně provolání Russkomu narodu na Slovensku z roku 1925. V rodném městě rovněž vedl obecní kroniku. Profesí byl rolníkem ve Vyšném Svidníku.